# Henri Langlois
Henri Langlois   (Esmirna, 13 de novembre de 1914 - 14è districte de París, 13 de gener de 1977) va ser un arxiver i cinèfil francès. Pioner de la conservació cinematogràfica, Langlois va ser una figura influent en la història del cinema. A les seves projeccions cinematogràfiques a París durant la dècada del 1950 se'ls atribueix l'origen de les idees que van portar al desenvolupament de la teoria de l'autor.
Langlois va ser cofundador de la Cinémathèque Française amb Georges Franju i Jean Mitry, i també cofundador de la Federació Internacional d'Arxius Fílmics (FIAF) el 1938. A través d'una estreta col·laboració amb l'arxivista principal de la Cinémathèque Française, Lotte H. Eisner, va treballar per a preservar les pel·lícules i la història del cinema a l'època de la postguerra. També va ser una influència clau en la generació de joves cineastes i crítics de cinema que van donar forma a la Nouvelle Vague.
El 1974, Langlois va rebre un Oscar honorífic per «la seva devoció a l'art del cinema, les seves enormes contribucions a preservar-ne passat i la fe determinada en el seu futur». Va morir tres anys més tard i està enterrat al Cementiri de Montparnasse de París.

## Biografia
El 1936, Langlois, Franju i Mitry van fundar la Cinémathèque Française a París, el seu teatre i el seu museu. La col·lecció va passar de 10 pel·lícules el 1936 a més de 60.000 pel·lícules a principis dels anys 1970. Durant la Segona Guerra Mundial, Langlois i els seus col·legues van ajudar a salvar moltes pel·lícules que corrien el risc de ser destruïdes durant l'ocupació nazi de França. A més de les pel·lícules, Langlois també va preservar altres elements relacionats amb el cinema com ara càmeres, equips de projecció, vestuari i programes de mà de teatre vintage. Finalment va recollir tants objectes que els va donar l'any 1972 al Musée du Cinéma del Palau de Chaillot.
Langlois va influir en els directors francesos de la Nouvelle Vague François Truffaut, Jean-Luc Godard, Jacques Rivette, Claude Chabrol i Alain Resnais, entre d'altres, i en la generació posterior de cineastes. Alguns d'aquests cineastes s'anomenaven les enfants de la cinémathèque, ja que sovint es situaven a la primera fila de les seves projeccions.
L'actitud romàntica de Langlois cap al cinema contrastava amb l'enfocament científic utilitzat per Ernest Lindgren al National Film Archive d'Anglaterra. Els mètodes de Langlois eren poc convencionals i va ser acusat de no tenir un enfocament racional per al manteniment de registres. La Cinémathèque Française va perdre una part de la seva col·lecció a causa de l'incendi d'una pel·lícula de nitrocel·lulosa el 10 de juliol de 1959.
El setembre de 1959 es va desenvolupar una fractura entre la FIAF i la Cinémathèque Française. Tot i que Langlois havia participat en la fundació de la FIAF, la disputa entre les dues institucions es va resoldre després de la mort de Langlois.
In 1968, French culture minister André Malraux tried to fire Langlois due to the latter's arrogance and iron-fisted rule of the museum. On 7 February, officially due to Langlois' mismanagement and inadequate housing of archived filmstock, the state-supported Cinémathèque board replaced Langlois with Pierre Barbin. Local and international uproar ensued, and even the prestigious Cannes Film Festival was halted in protest that year. Protesters in Paris included the student activist Daniel Cohn-Bendit from University of Nanterre-Paris. Support came in telegrams from renowned directors, from Alfred Hitchcock to Akira Kurosawa to Federico Fellini to Gianni Serra. Malraux eventually reinstated Langlois after intense debate on 22 April, while reducing museum funding. The affaire Langlois was in retrospect seen as a prelude to the larger May 68 protests. Truffaut dedicated his 1968 film Stolen Kisses to Langlois, and it opens with a shot of the shuttered and locked Cinémathèque.

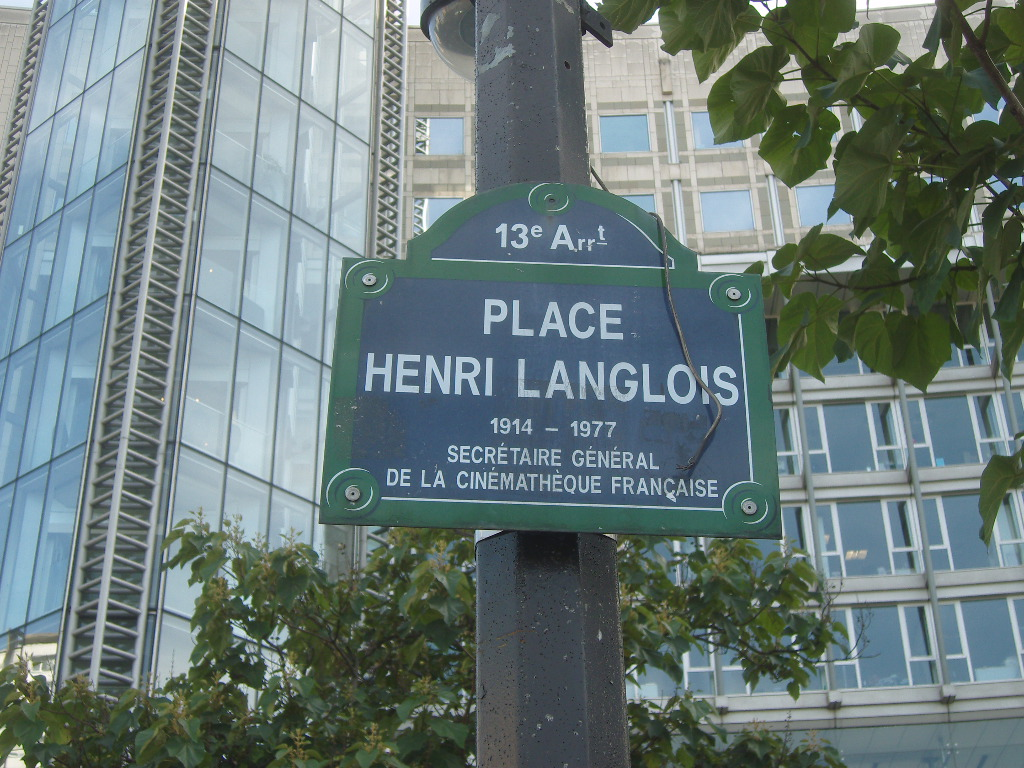
Plaça Henri Langlois al 13è districte parisenc

El 1970, Langlois va seleccionar setanta pel·lícules de la col·lecció de la Cinémathèque Française per a incloure-les a «Cinémathèque at the Metropolitan Museum», una exposició en commemoració del centenari del Metropolitan Museum of Art. L'exposició va projectar setanta pel·lícules dels primers setanta-cinc anys del mitjà en trenta-cinc vespres consecutius del 29 de juliol al 3 de setembre de 1970. Langlois va seleccionar les pel·lícules segons la seva importància i contribució a la història del cinema, incloent-hi treballs de les indústries cinematogràfiques, així com dels directors d'avantguarda.
El 1970 es va fer un documental en anglès, Henri Langlois, sobre l'obra de la seva vida, amb entrevistes amb Ingrid Bergman, Lillian Gish, François Truffaut, Catherine Deneuve, Jeanne Moreau i altres. La pel·lícula va ser produïda i dirigida per Roberto Guerra i Eila Hershon. El documental d'Edgardo Cozarinsky de 1994, Citizen Langlois, és una biografia assagística que mostra el progrés de Langlois de col·leccionista aficionat a heroi de la Nouvelle Vague i amic de les estrelles del cinema. La pel·lícula de 2003 de Bernardo Bertolucci, Els somiadors, inclou imatges de d'època i els esdeveniments que va viure Langlois. El 2004, Jacques Richard va dirigir un documental sobre la carrera de Langlois, The Phantom of the Cinémathèque, que inclou entrevistes amb amics, col·legues i acadèmics del cinema com Simone Signoret, Jean-Luc Godard, Claude Chabrol, François Truffaut i Jean-Michel Arnold. El 2014, la Cinémathèque Française va estrenar un breu documental titulat Henri Langlois vu par..., en què tretze cineastes, entre ells Agnès Varda, Francis Ford Coppola, Roman Polanski, Manoel de Oliveira, Bernardo Bertolucci, Kiyoshi Kurosawa i Wim Wenders, parlen de la seva relació amb Langlois.